# Aironi Rugby
El Aironi Rugby fue un equipo italiano de rugby creado en el año 2010 para competir en la Magners League desde la temporada 2010/11.
El equipo juega sus partidos como local en el estadio Luigi Zaffanella de la localidad italiana de Viadana, con capacidad para 5500 espectadores, aunque está previsto que los partidos más importantes se puedan jugar en el estadio Giglio de Reggio Emilia, con capacidad para 29 380 personas.
Los colores del equipo serán negro y plateado en la primera equipación, blanco y plateado en la segunda, y en los partidos de Heineken Cup vestirá de verde. Adidas vestirá al equipo los próximos 4 años.
La constitución del nuevo club se realizó sobre el núcleo del Rugby Viadana, con la colaboración de los 2 clubs punteros de Parma y otros clubs italianos de rugby de menor entidad. El proyecto de constitución del club respondió a la oportunidad de introducir 2 equipos italianos en la Magners League, una liga de rugby completamente profesional, que estuvo compuesta hasta la temporada 2009/10 por equipos de Irlanda, Gales y Escocia. 
El objetivo de la Federación Italiana de Rugby es que los jugadores italianos no tengan porqué emigrar a otras ligas, como la francesa, para competir al máximo nivel europeo durante toda la temporada, y también que la selección italiana de rugby mejore sus resultados en el torneo de las 6 Naciones. Por su parte, la Magners League ha ampliado su mercado a Italia.
Debido a que tanto el Rugby Viadana y como el Benetton Treviso (el otro equipo italiano que se ha incorporado a la Magners League) han abandonado la liga italiana de rugby, ésta ha perdido la capacidad de clasificar cada año a sus mejores equipos para la Heineken Cup.
Aironi Rugby tiene garantizada su presencia en la Heineken Cup anualmente.
La Temporada 2012-2013 fue sustituido por el club Zebre, de la ciudad italiana de Parma, debido a problemas financieros y malos resultados en la pro12